# Eva Maria Cranz
Eva Maria Cranz (geboren 16. Juli 1890 in Wiedersbach; gestorben unbekannt) war eine deutsche Schriftstellerin.

## Leben
Eva Maria Cranz war die Tochter des Pfarrers Paul Cranz und der Marie Reinhardt. Die Eltern erlaubten keine Ausbildung und sie wuchs als Haustochter auf. Sie besuchte ab 1913 die Soziale Frauenschule der Inneren Mission in Berlin. Sie arbeitete in evangelischen Sozialarbeitseinrichtungen und als Sekretärin der „Berufsvereinigung der Evangelischen Hausgehilfinnen Deutschlands“ in Berlin. Sie fand dann Beschäftigungen als Gemeindejugendpflegerin in Flensburg, an der Heimvolkshochschule Lindenhof in Bethel, im Volkhochschulheim Schwedenschanze in Neustadt (Oberschlesien). Sie gab Mütterkurse bei der Sächsischen Frauenhilfe.
Ab 1931 war Cranz als Redakteurin beim Sozialen Pressverband Halle beschäftigt und dann als Schriftleiterin beim Evangelischen Presseverband für Deutschland.

## Schriften (Auswahl)
- Frohes Dienen. Ein Kriegs-Festspiel. Leipzig : Strauch, 1917
- Der Fried. Ein historisches Spiel für Mädchenbühnen. Leipzig : Strauch, 1920
- Das Spiel von der heiligen Elisabeth. Bethel b. Bielefeld : Verlag d. Lindenhofdeele, 1921 (Digitalisat)
- "Es blüht im Wald tief drinnen ...". Eine Märchensammlung für Jung und Alt. Detmold : Meyersche Hofbuchh., 1924
- Inselfrühling. Berlin : Burckhardthaus, 1925
- Das große Licht. Erzählungen. Gütersloh : Bertelsmann, 1935
- Adelberdt Graf von der Recke-Volmerstein. Der Wiedererwecker des allgemeinen Priestertums. Göttingen 1941
- Heut schleußt er wieder auf die Tür. Ein Weihnachtsspiel. 1949
- Kapik, der Heidenjunge. Eine Erzählung aus Labrado. 1955
- Tschospel lernt sehen. Eine Erzählung aus den Tälern des Himalaya. 1955
- Den Dämonen entrissen. Eine Geschichte aus dem Urwald von Guayana in Südamerika. 1956
- Vom Tode errettet. Eine Indianergeschichte. 1956